# Skåning (tidning)
Skåning var namnet på en dagstidning som utgavs åren 1895-1920. 
Tidningen utkom en gång i veckan och var inriktad på nykterhetspolitiska frågor; från och med 1900 utgavs den som organ för IOGT:s distriktsloge i Skåne. Redaktör 1895-1900 var den liberale politikern och senare riksdagsmannen Gustaf Broomé. Upplagan låg vanligen kring 3 000.

### Webblänkar
- Nya Lundstedt, Kungliga bibliotekets databas över dagstidningar